# 拖线捕鱼

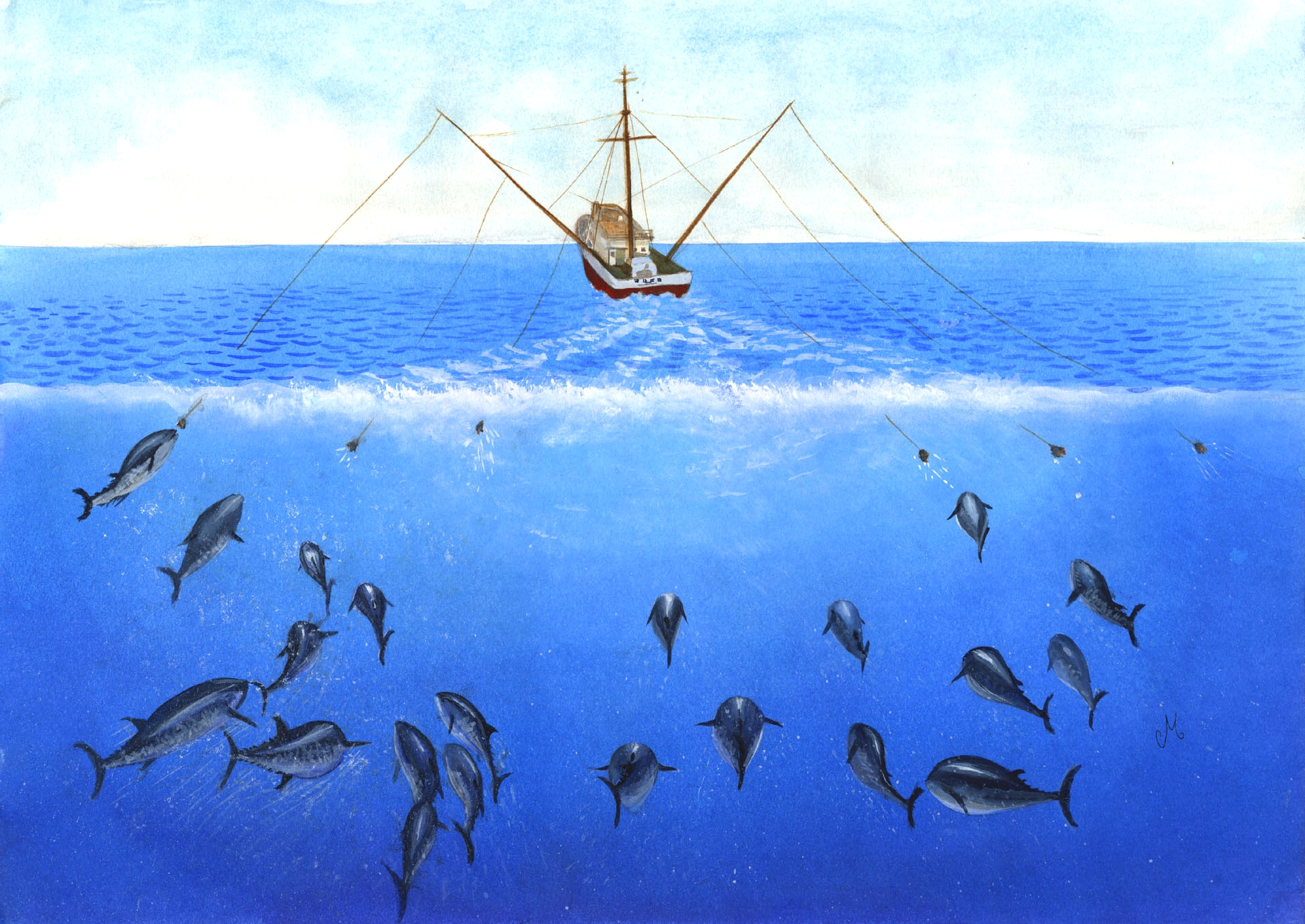
拥有舷外托架的渔船进行拖线捕鱼

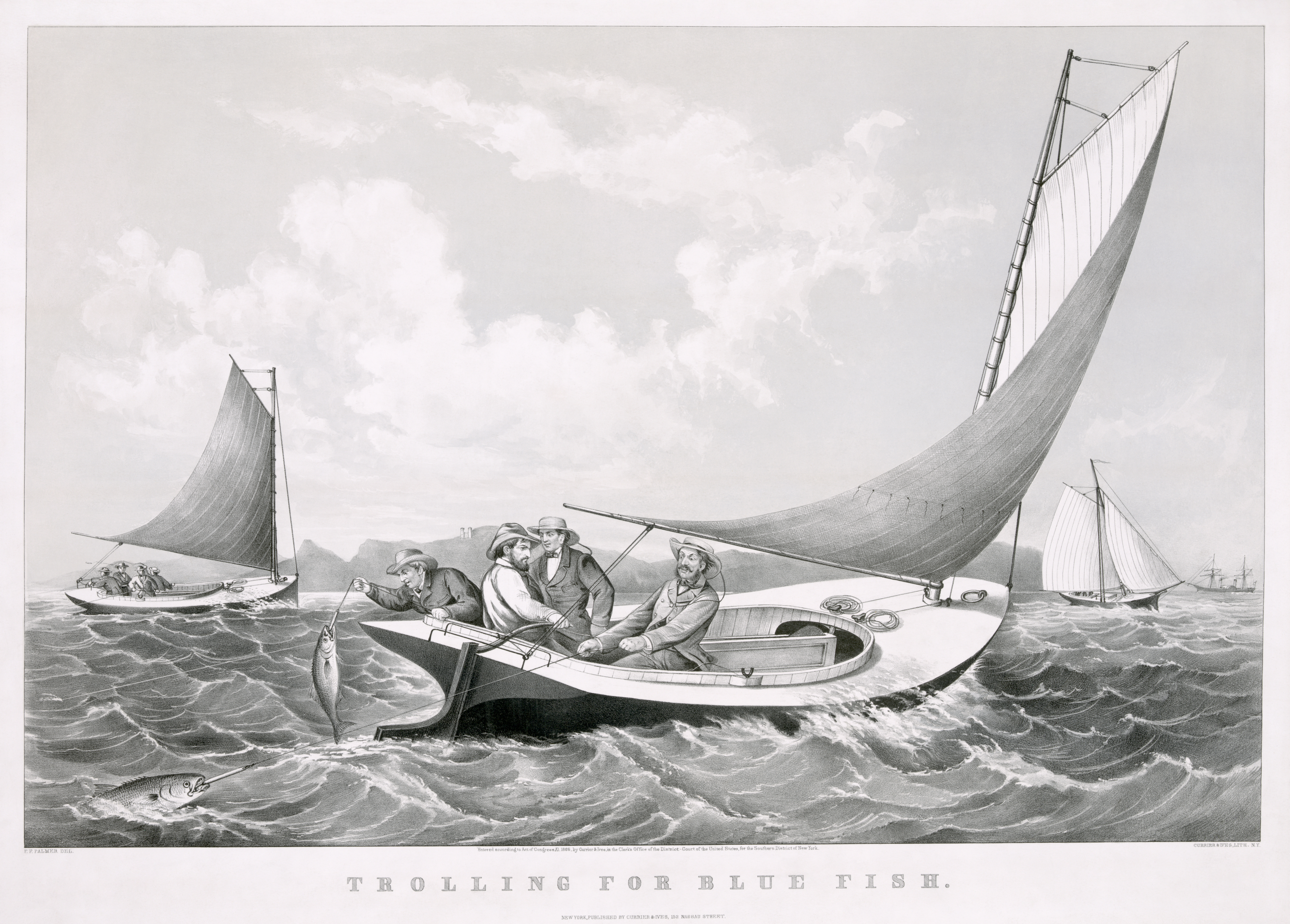
柯里尔与艾夫斯（Currier & Ives）1866年的石版印刷《拖钓蓝鱼》（Trolling for blue fish）

拖线捕鱼（英語：troll fishing），也称拖线钓（trolling）或拖钓，是一种的将至少一个有带饵鱼钩的鱼线拖过水域来诱捕鱼类的捕鱼方式，是钓鱼的一种。拖钓通常使用缓慢航行的渔船进行船钓，但也可以在固定位置（比如突堤）上用带有卷线器（通常为鼓式轮）的鱼竿或手线缓慢拖线，通常用来捕捉鲑鱼、鲭鱼、大耳马鲛等远洋鱼类。
使用船舶进行拖钓时通常会配备专用的电动机帮助收线，而且一般都会用舷外托架（outrigger）同时分开拖动多条鱼线，并使用专门设计的深水拖钓（downrigger）将鱼饵保持在指定的深度。

## 器械

### 舷外托架
舷外托架（outrigger）是安装在船身上的吊臂，用来延伸到船舷以外的水面上将拖钓的多条鱼线散开，以防互相缠绕，所拖钓的鱼饵则可以模拟一大群饲料鱼。

### 深水拖钩
深水拖钩（downrigger）是用来将鱼饵保持在指定水深的特制钓组，多个拖钩组配合可以用来同时捕捉不同深度的深水鱼。深水拖钩通常的构造是一个一两米长的横杆，通过铁链拖着一个较大的沉子（一般是3或6.6英磅的铅块），然后沉子通过一个释放机制拖动多根鱼线。使用深水拖钩有一定风险，因为鱼钩的位置较深，可能会挂到水下障碍物。

### 平准翼板
平准翼板（paravane）是一种可以用来即时控制拖线水深的翼型潜水板，在金枪鱼渔业中经常使用。

### 展延器
展延器（spreader）可以让一条鱼线上分岔挂有多个鱼钩，与垂钓中连接多钩钓组的多向连结具功能相同，此外一些特殊设计还可以让被拖动的鱼钩产生螺旋活动模拟鱼群。

### 拖板
拖板（planer board）是一种拖在渔船后方的浮板，主要用来拖钓浅水区的鱼，目的是让拖线与渔船距离更远以免让发动机和螺旋桨的噪音将鱼吓走。

## 鱼饵
拖钓使用的鱼饵和假饵钓鱼相似，通常是模仿饵鱼或鱿鱼形状和动态的拟饵，但是有时也会使用鱼肉制成的真饵来吸引大型的掠食性鱼类，用来拖钓剑鱼的特制拟饵还会包括荧光棒，渔船通常会一次拖动至少四个鱼饵。除了鱼线上挂饵以外，有时还会额外挂有强烈反光的金属片（称为“dodger”）来吸引更远距离的鱼，或者用挂在铁链上的数个更显眼但不带钩的假饵（称为“daisy chain”）将周围的鱼吸引到带钩鱼饵的附近。

## 拖钓速度

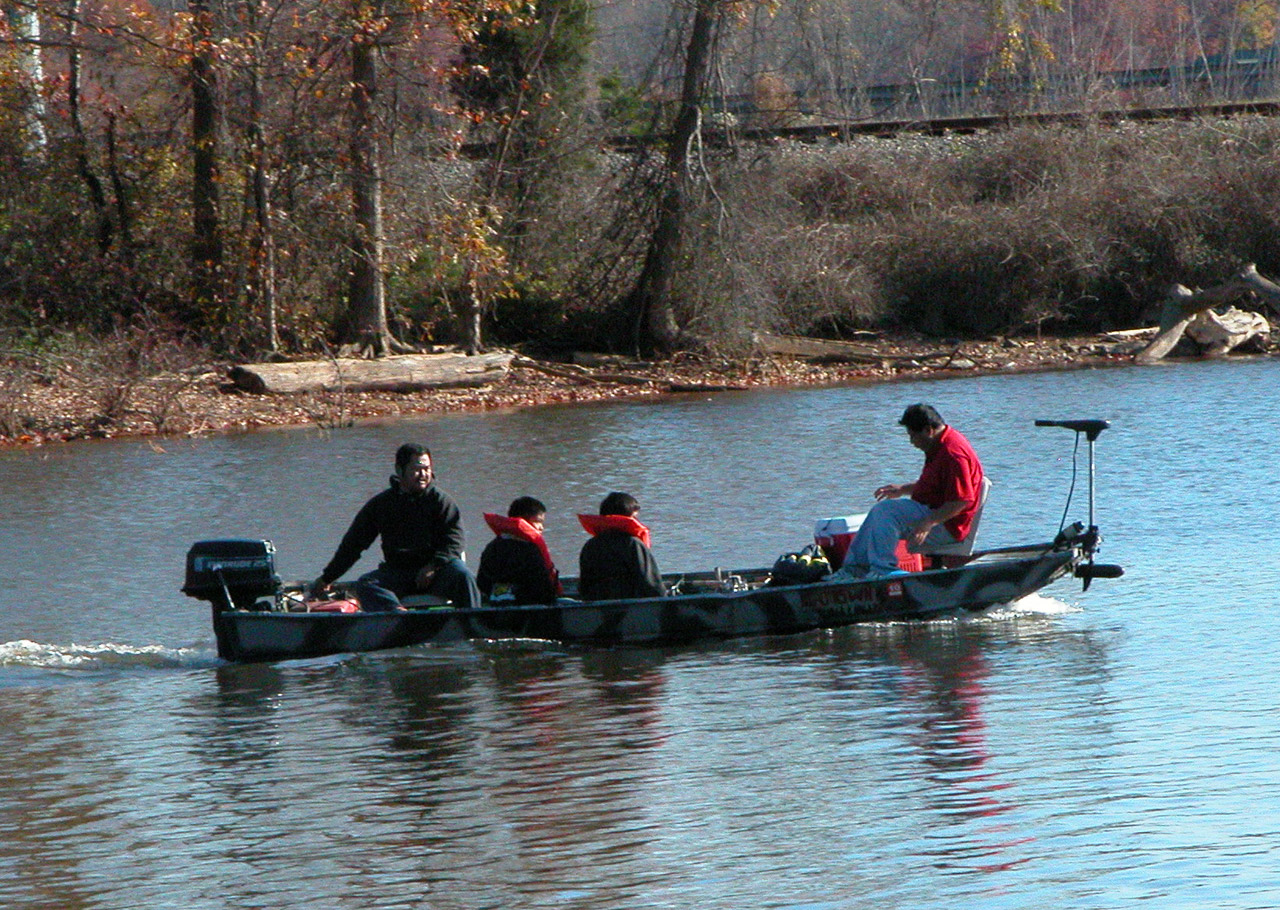
带有拖钓电机的铝制捕鲈艇

拖钓的成功率受速度影响很大，最常见的是9節（17每小時），但有时候在转换渔场时会加速到15節（28每小時），针对不同鱼种、不同天气情况和季节时的最佳速度也会所变化，比如帝王鲑通常需要高速拖钓，但湖鳟则需要低速。渔者也因此需要使用一些器材来观测并调整拖行速度，而使用特制的拖钓电机改变收线速度要比改变渔船的航速精准得多。
有时候超低速的拖钓会有一项不到的收获，比如一些钓者会将鱼竿插在皮艇后方并放线拖行，可以很有效的吸引到鲑鱼。

## 休闲拖钓
在海洋环境中，拖钓可以用来捕捉金枪鱼、旗鱼等大型游钓鱼，而一些咸水海钓的渔者也可以捕捉蓝鱼、大耳马鲛、鲹鱼等沿海鱼种。矶钓时，钓者也可以使用挂有四个荧光绿色塑料饵的伞状钓组（umbrella rig）来进行拖钓，在钓组后方附加一个铅坠和一个额外的带钩假饵，来模仿掉队落单的伤鱼或病鱼，以便吸引掠食鱼去咬钩。
淡水钓者也可以使用拖钓方式捕鱼，通常是在湖泊和水库中诱捕鲑鱼、鳟鱼、玻璃梭鲈、黑鲈和条纹鲈，并且是抓捕大狗鱼的最佳方式之一。如果是捕捉中小型的淡水游钓鱼（所谓的“煎锅鱼”），任何“精细”（finesse）钓法的操作都可以用来模拟拖钓。拖钓使用的鱼竿通常刚度较硬并有较快的调度，以便可以迅速改变鱼饵的拖行动态。

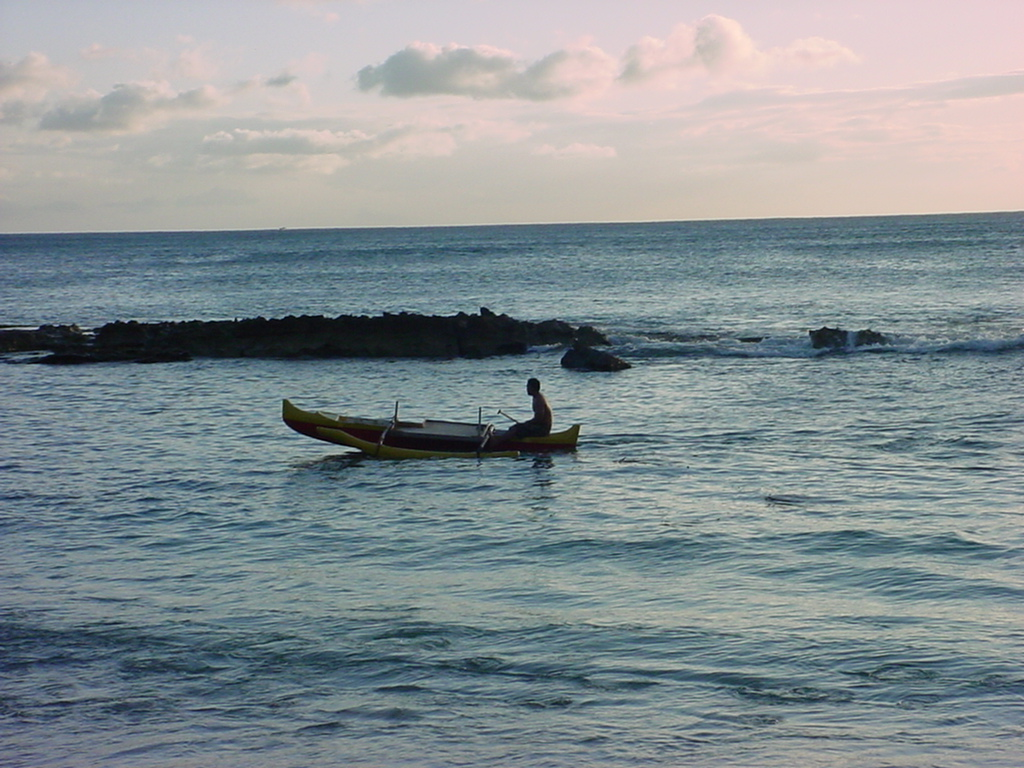
在夏威夷的拖钓
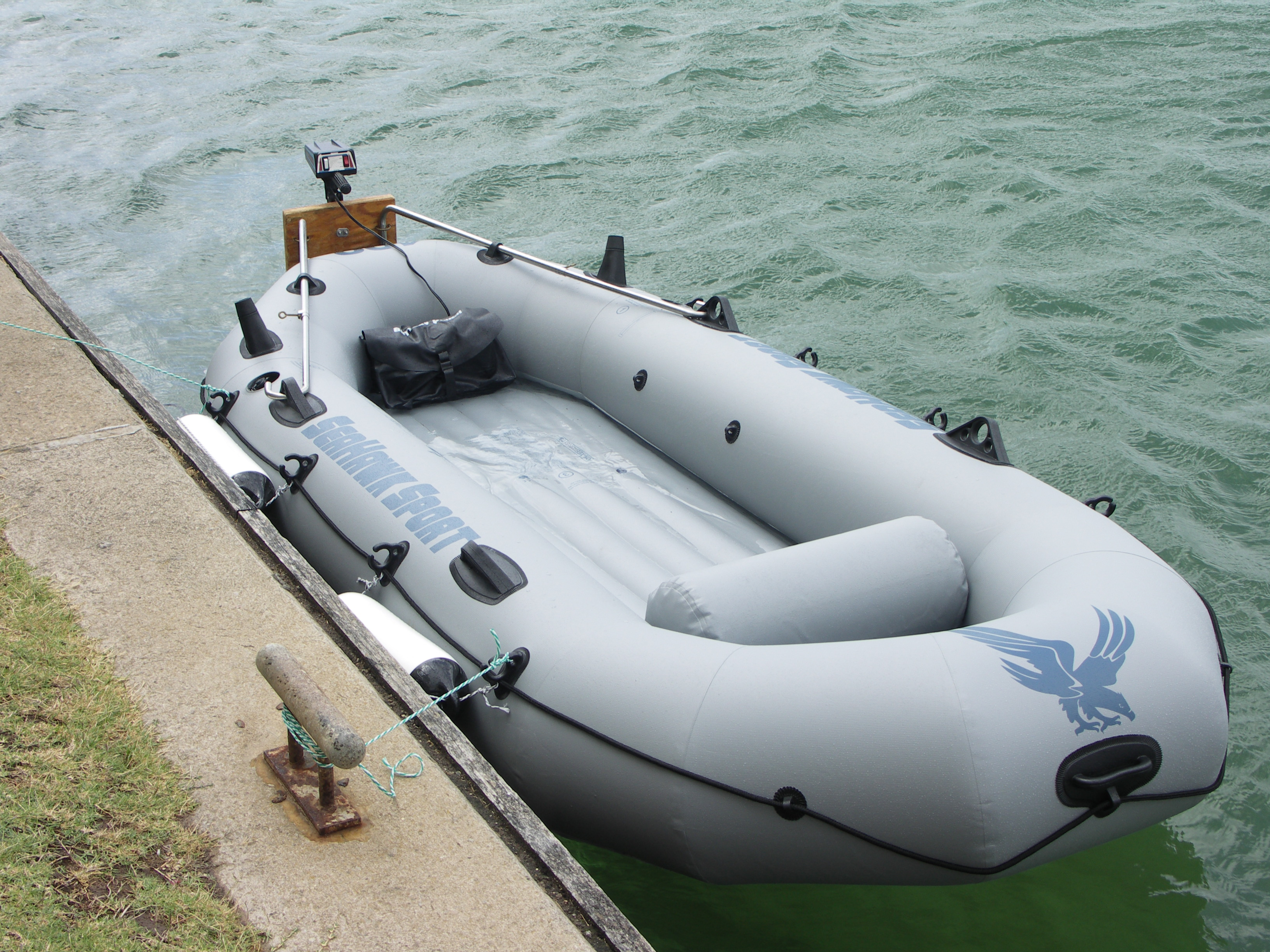
装有小型拖钓发动机的充气船
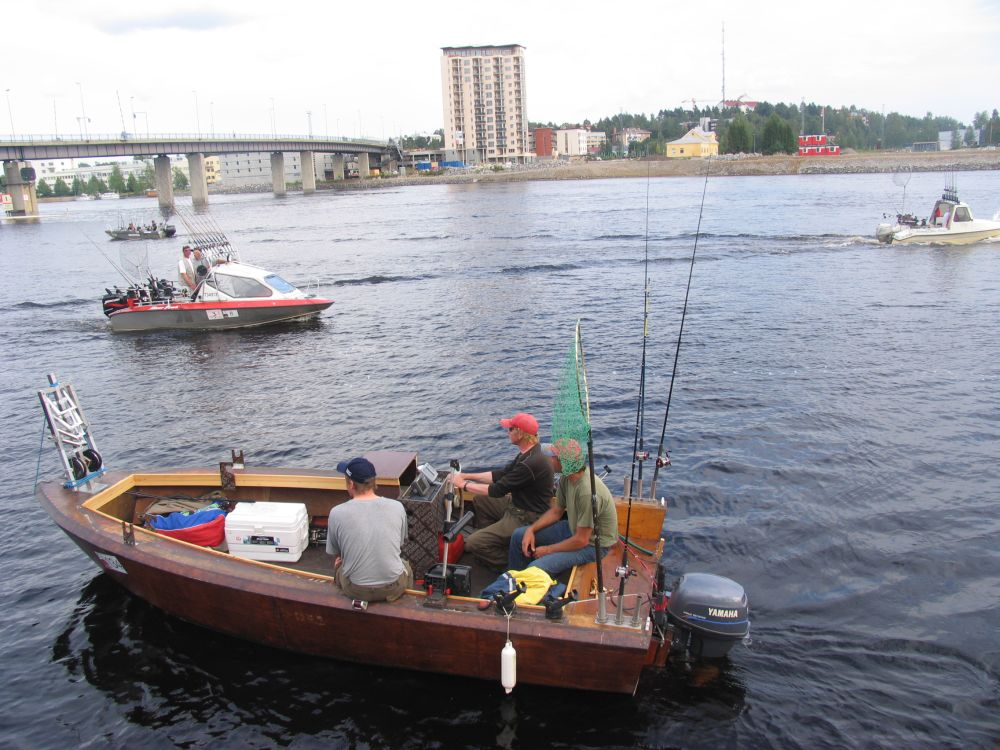
芬兰的拖钓锦标赛
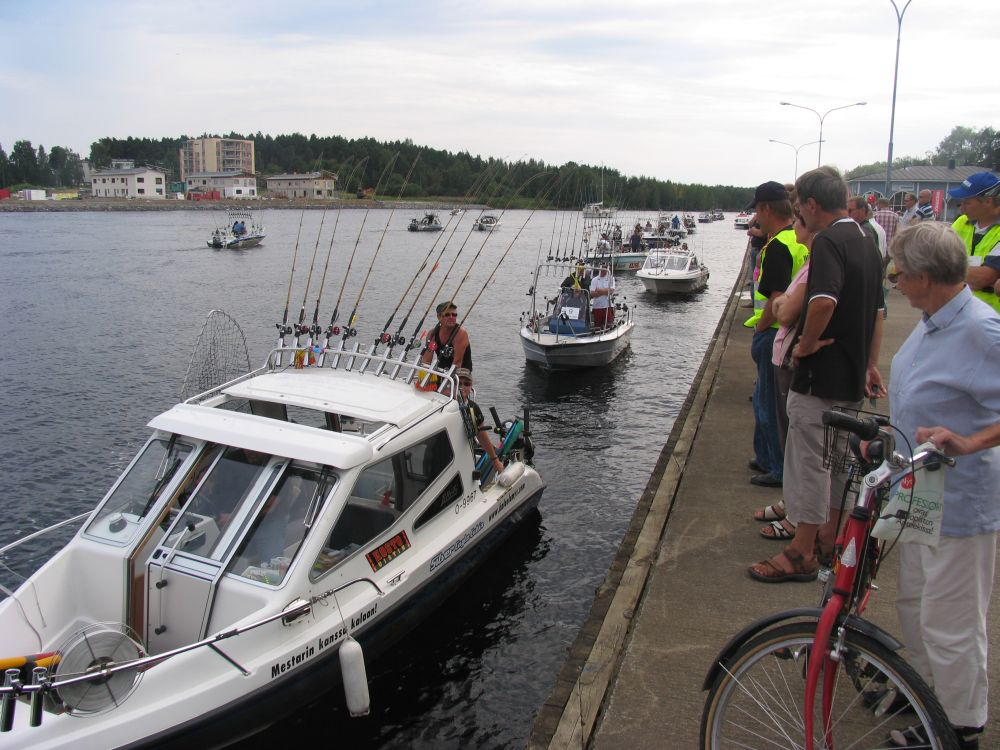
芬兰拖钓锦标赛的渔船

## 商业拖钓
商业拖钓使用的渔船从开放式的小艇到30米上的大型冷藏渔船都有，通常使用专用的拖线设备，可以同时拖行多根鱼线，线上通常还装有弹性好的橡胶线做为减震器，拖行速度根据针对的目标鱼群而定，时速通常在2.3—7節（4.3—13.0每小時）之间。许多热带地区的传统渔业则会使用带有支腿的风帆划艇。如果使用设计和设备恰当的船舶，拖钓是一种非常经济和有效的捕鱼方式，特别是针对金枪鱼、鲭鱼等在水面附近游弋的远洋鱼。在捕捉金枪鱼时，在暗沙附近的拖钓成功率要远高于开放水域，特别是在人工集鱼装置（fish aggregation device，简称FAD）附近。

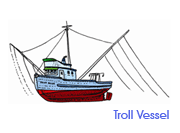
装有舷外支架的商业拖钓渔船的图解
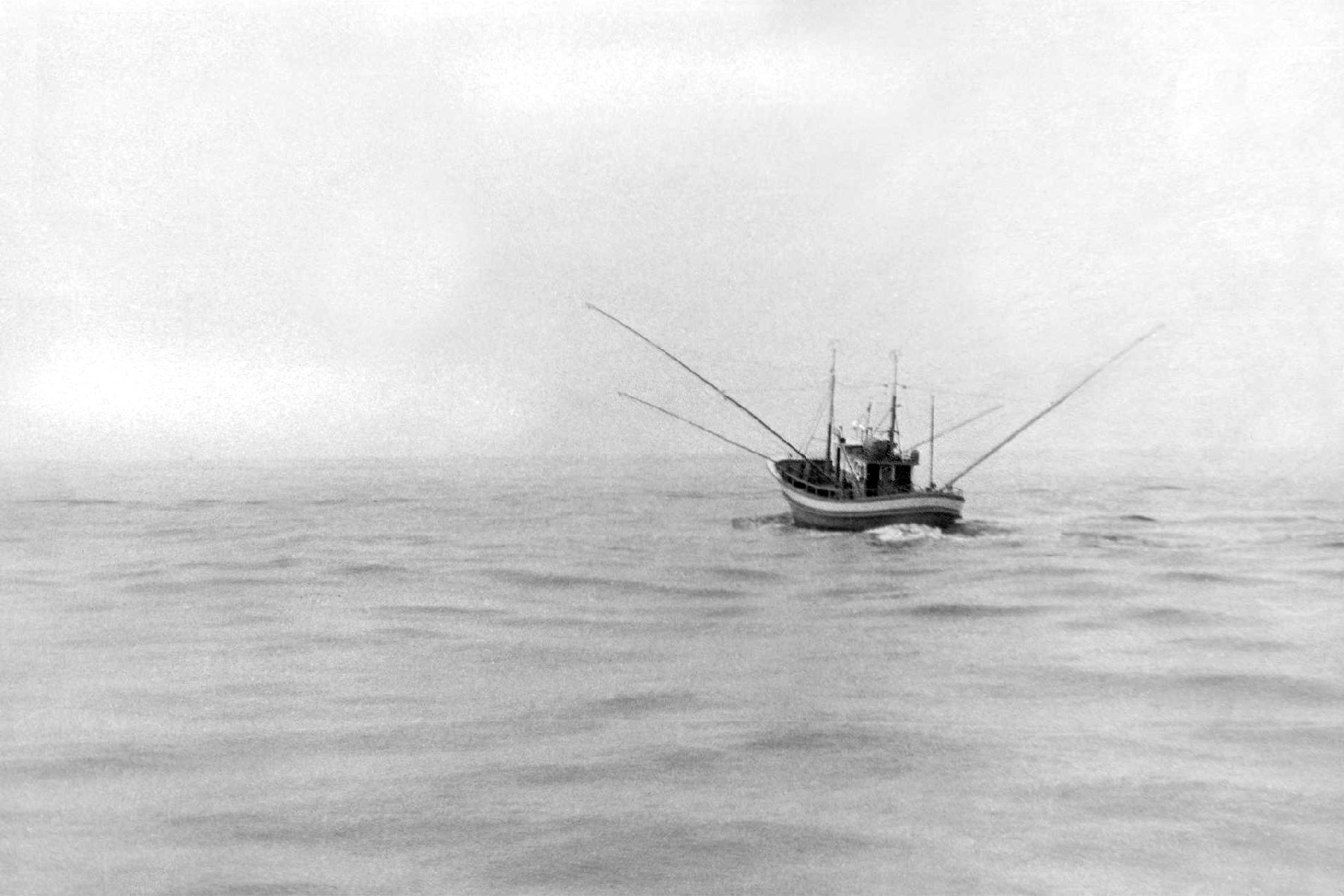
大西洋上的金枪鱼拖钓船
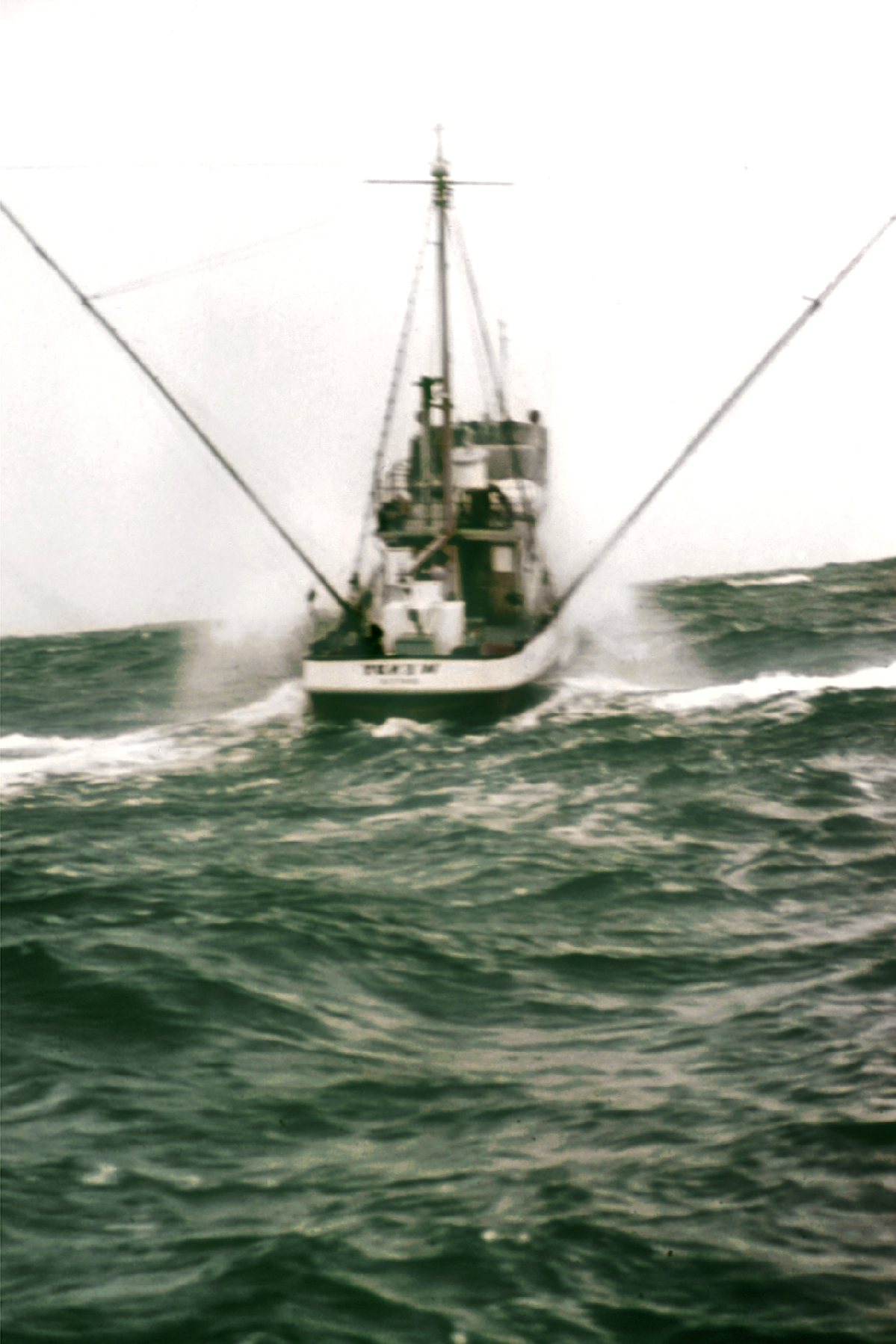
太平洋上的金枪鱼拖钓船
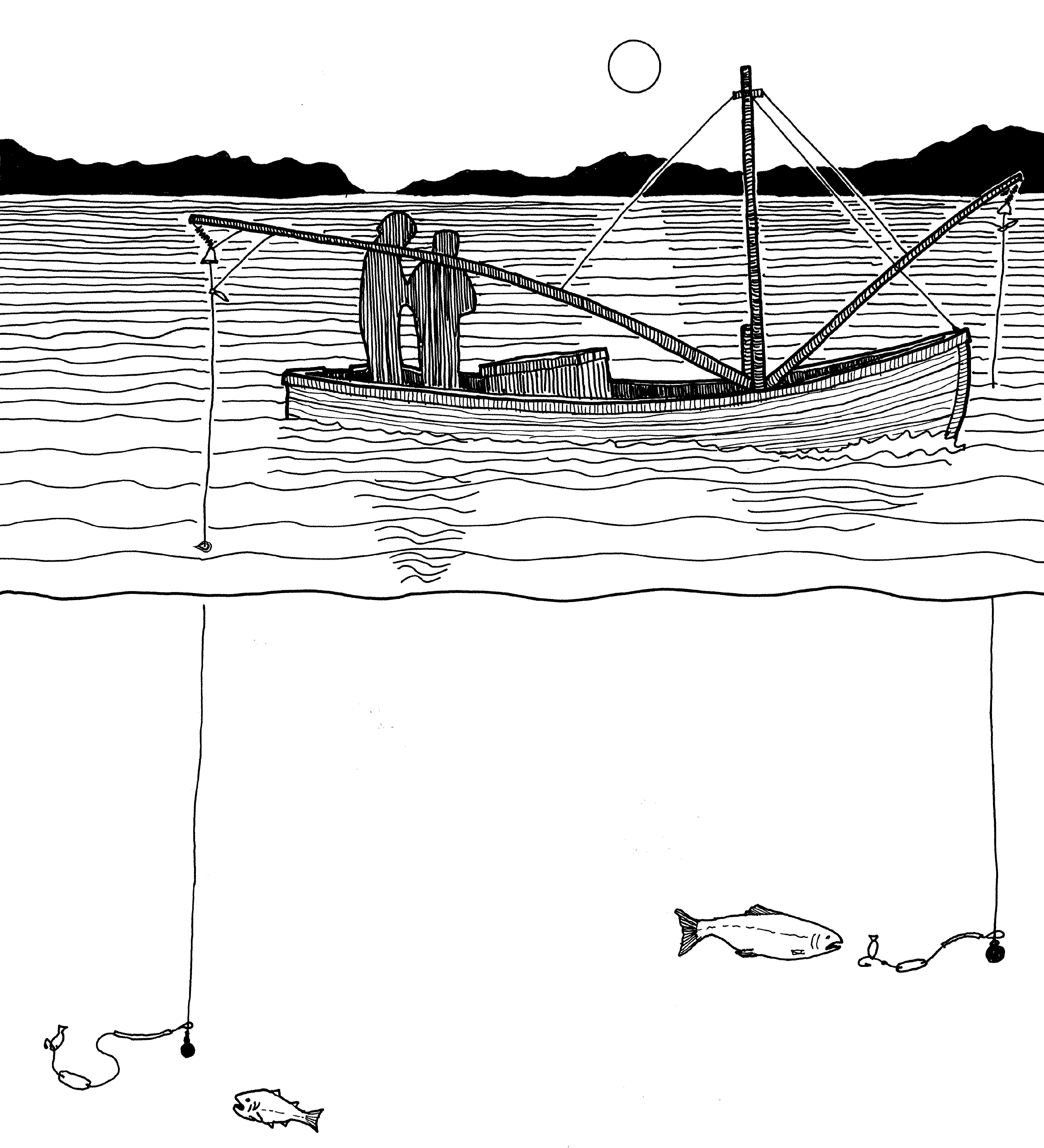
阿拉斯加的商业拖钓

## 历史上的拖钓
在历史上，阿拉斯加的渔民曾使用成本较低的手线和延绳来捕捉咸水帝王鲑和银鲑。阿拉斯加东南部的拖钓渔业在历史上也非常成功，大部分都是由动力船在鱼群觅食的水域完成，每艘船通常拖行四至十条由长杆伸展到舷外的鱼线，每条线上挂有数个鱼钩。拖钓可以延长渔业的作业期，让渔民可以在鲑鱼洄游前的早春就开始捕鱼。